# Rotte dei migranti africani nel Golfo di Aden

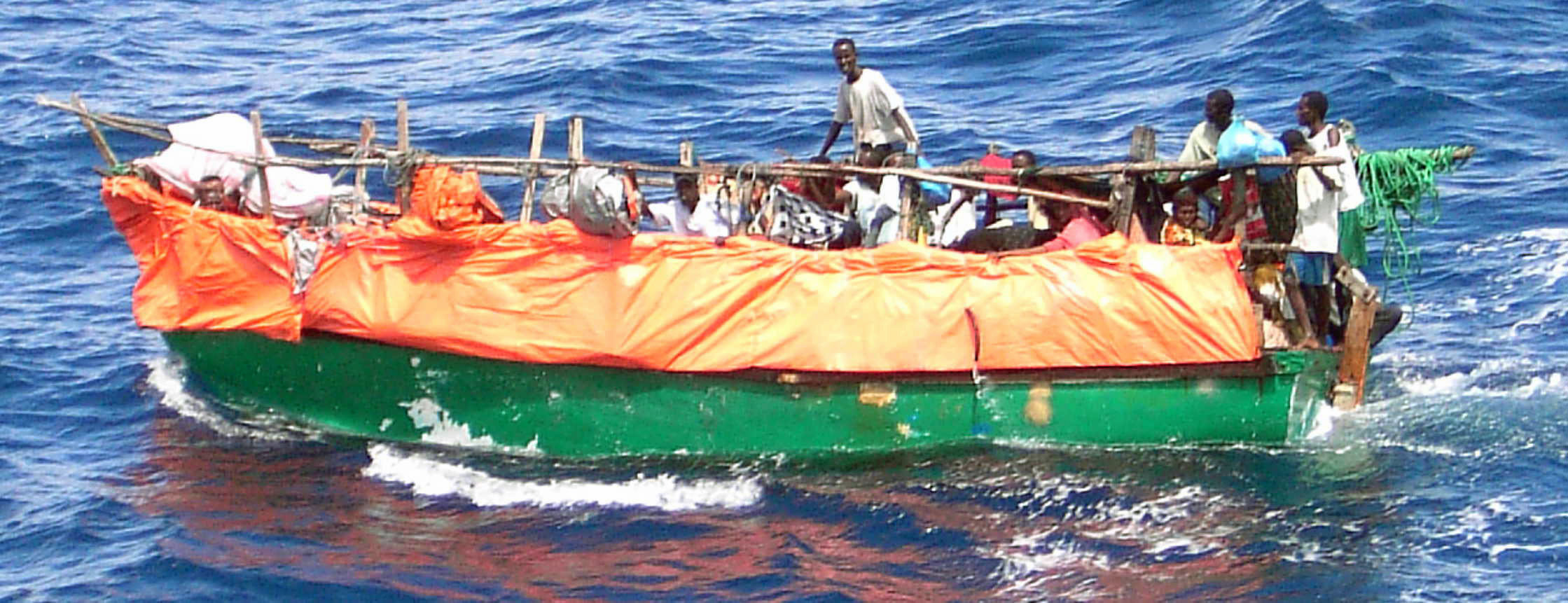
Rifugiati somali a bordo di una imbarcazione di fortuna intercettati nell'Oceano Indiano.

Decine di migliaia di somali ogni anno lasciano la Somalia dilaniata dalla guerra imbarcandosi in condizioni estremamente pericolose alla volta dello Yemen, attraverso il Golfo di Aden. Gli sbarchi avvengono tra Abyan e Shabwa. Nel corso del 2007 circa 30.000 rifugiati somali sono giunti in Yemen. Le vittime dell'esodo somalo verso le coste yemenite - secondo l'Acnur - sono state almeno 921 nel 2007, di cui 489 risultano disperse in mare. Nel 2006 erano stati almeno 800. Alla fine del 2007 l'Acnur aveva censito in Yemen circa 113.000 profughi somali. Ma per le autorità yemenite i rifugiati sarebbero oltre 750.000. 